# Coppa del Portogallo 1978-1979 (hockey su pista)
La Coppa del Portogallo 1978-1979 è stata la 6ª edizione della principale coppa nazionale portoghese di hockey su pista. La competizione ha avuto luogo dal 9 dicembre 1978 al 17 febbraio 1979. Il torneo è stato vinto dal Benfica per la terza volta nella sua storia sconfiggendo in finale il Porto.

## Risultati

### Ottavi di finale
| Squadra 1        | Totale | Squadra 2   | Andata | Ritorno |
| ---------------- | ------ | ----------- | ------ | ------- |
| Porto            | 18 - 4 | Oeiras      | 8 - 2  | 10 - 2  |
| Valongo          | 5 - 7  | Belenenses  | 2 - 4  | 3 - 3   |
| Famalicense      | 5 - 21 | Sporting CP | 5 - 5  | 0 - 16  |
| Relógios Invicta | 6 - 3  | Académica   | 2 - 0  | 4 - 3   |
| Cascais          | 6 - 4  | Carvalhos   | 4 - 1  | 2 - 3   |
| Amadora          | 6 - 12 | Oliveirense | 3 - 3  | 3 - 9   |
| Alenquer Benfica | 9 - 9  | Sanjoanense | 8 - 1  | 1 - 8   |
| Sesimbra         | 8 - 9  | Benfica     | 2 - 3  | 6 - 6   |

### Quarti di finale
| Squadra 1   | Totale | Squadra 2        | Andata | Ritorno |
| ----------- | ------ | ---------------- | ------ | ------- |
| Sporting CP | 6 - 8  | Porto            | 5 - 4  | 1 - 4   |
| Belenenses  | 7 - 10 | Relógios Invicta | 4 - 8  | 3 - 2   |
| Cascais     | 2 - 4  | Benfica          | 1 - 1  | 1 - 3   |
| Oliveirense | 11 - 3 | Sanjoanense      | 7 - 1  | 4 - 2   |

### Semifinali
| Squadra 1        | Totale | Squadra 2 | Andata | Ritorno |
| ---------------- | ------ | --------- | ------ | ------- |
| Oliveirense      | 6 - 15 | Benfica   | 5 - 1  | 1 - 14  |
| Relógios Invicta | 5 - 10 | Porto     | 2 - 4  | 3 - 6   |

### Finale
| Marinha Grande 17 febbraio 1979 | Benfica | 7 – 1 | Porto |  |